# Mellanvikt i grekisk-romersk stil i brottning vid olympiska sommarspelen 1992
Herrarnas brottningsturnering i grekisk-romersk stil i viktklassen mellanvikt vid olympiska sommarspelen 1992 avgjordes i Barcelona i Institut Nacional d'Educació Física de Catalunya. 

## Medaljörer
| Klass      | Guld                  | Silver                | Brons                    |
| Mellanvikt | Péter Farkas · Ungern | Piotr Stępień · Polen | Daulet Turlychanov · OSS |

## Resultat
- TO — Vinst genom fall
- SP — Vinst genom överlägsenhet, 12-14 poängs skillnad, förloraren med poäng
- SO — Vinst genom överlägsenhet, 12-14 poängs skillnad, förloraren utan poäng
- ST — Vinst genom teknisk överlägsenhet, 15 poäng skillnad
- PP — Vinst genom poäng, förloraren med tekniska poäng
- PO — Vinst genom poäng, förloraren utan tekniska poäng
- PA — Vinst genom att motståndaren skadas
- DQ — Vinst genom förverkande
- D2 — Båda brottarna diskvalificerade på grund av passivitet  (0-0 poäng)
- DNA — Dök inte upp
- L — Förluster
- ER — Elimineringsrunda
- CP — Klassificeringspoäng
- TP — Tekniska poäng

- PA — Vinst genom att motståndaren skadats

### Elimineringsrunda

#### Pool A
| L        |                          | CP       | TP       |                        | L        |          |
| Omgång 1 | Omgång 1                 | Omgång 1 | Omgång 1 | Omgång 1               | Omgång 1 | Omgång 1 |
| -------- | ------------------------ | -------- | -------- | ---------------------- | -------- | -------- |
| 0        | Daulet Turlychanov (EUN) | 4-0 TO   | 2:12     | Luis Rondon (VEN)      | 1        |          |
| 0        | Piotr Stępień (POL)      | 3-0 PO   | 6-0      | Ernesto Razzino (ITA)  | 1        |          |
| 1        | David Martinetti (SUI)   | 0-4 ST   | 0-16     | Pavel Frinta (TCH)     | 0        |          |
| 1        | Diego Potap (ARG)        | 0-3 PO   | 0-10     | Anton Arghira (ROU)    | 0        |          |
| 0        | Timo Niemi (FIN)         | 3-0 PO   | 1-0      | Hristo Hristov (BUL)   | 1        |          |
| Omgång 2 |                          |          |          |                        |          |          |
| 1        | Daulet Turlychanov (EUN) | 1-3 PP   | 2-3      | Piotr Stępień (POL)    | 0        |          |
| 2        | Luis Rondon (VEN)        | 0-4 TO   | 3:31     | Ernesto Razzino (ITA)  | 1        |          |
| 1        | David Martinetti (SUI)   | 4-0 TO   | 1:04     | Diego Potap (ARG)      | 2        |          |
| 1        | Pavel Frinta (TCH)       | 1-3 PP   | 2-4      | Timo Niemi (FIN)       | 0        |          |
| 1        | Anton Arghira (ROU)      | 0-3 PO   | 0-4      | Hristo Hristov (BUL)   | 1        |          |
| Omgång 3 |                          |          |          |                        |          |          |
| 1        | Daulet Turlychanov (EUN) | 3-0 PO   | 8-0      | Ernesto Razzino (ITA)  | 2        |          |
| 0        | Piotr Stępień (POL)      | 3-1 PP   | 7-1      | David Martinetti (SUI) | 2        |          |
| 2        | Pavel Frinta (TCH)       | 0-0 D2   | 0-0      | Hristo Hristov (BUL)   | 2        |          |
| 2        | Anton Arghira (ROU)      | 0-3 PO   | 0-3      | Timo Niemi (FIN)       | 0        |          |
| Omgång 4 |                          |          |          |                        |          |          |
| 1        | Daulet Turlychanov (EUN) | 3-0 PO   | 1-0      | Timo Niemi (FIN)       | 1        |          |
| 0        | Piotr Stępień (POL)      |          |          | Bye                    |          |          |
| Omgång 5 |                          |          |          |                        |          |          |
| 0        | Piotr Stępień (POL)      | 3-0 PO   | 3-0      | Timo Niemi (FIN)       | 2        |          |
| 1        | Daulet Turlychanov (EUN) |          |          | Bye                    |          |          |

| Brottare                 | L | ER | CP |
| ------------------------ | - | -- | -- |
| Piotr Stępień (POL)      | 0 | -  | 12 |
| Daulet Turlychanov (EUN) | 1 | -  | 11 |
| Timo Niemi (FIN)         | 2 | 5  | 9  |
| Pavel Frinta (TCH)       | 2 | 3  | 5  |
| David Martinetti (SUI)   | 2 | 3  | 5  |
| Ernesto Razzino (ITA)    | 2 | 3  | 4  |
| Hristo Hristov (BUL)     | 2 | 3  | 3  |
| Anton Arghira (ROU)      | 2 | 3  | 3  |
| Luis Rondon (VEN)        | 2 | 2  | 0  |
| Diego Potap (ARG)        | 2 | 2  | 0  |

#### Pool B
| L            |                                 | CP       | TP       |                                 | L        |          |
| Omgång 1     | Omgång 1                        | Omgång 1 | Omgång 1 | Omgång 1                        | Omgång 1 | Omgång 1 |
| ------------ | ------------------------------- | -------- | -------- | ------------------------------- | -------- | -------- |
| 0            | Magnus Fredriksson (SWE)        | 3-0 PO   | 1-0      | Jean-Pierre Wafflard (BEL)      | 1        |          |
| 0            | Thomas Zander (GER)             | 3-1 PP   | 5-2      | Park Myung-Suk (KOR)            | 1        |          |
| 0            | Péter Farkas (HUN)              | 3-1 PP   | 4-1      | Goran Kasum (IOP)               | 1        |          |
| 1            | Mohyeldin Ramadan Hussein (EGY) | 0-3 PO   | 0-4      | Dan Henderson (USA)             | 0        |          |
| 1            | Leonidas Pappas (GRE)           | 0-3 PO   | 0-2      | Martial Mischler (FRA)          | 0        |          |
| Omgång 2     |                                 |          |          |                                 |          |          |
| 1            | Magnus Fredriksson (SWE)        | 0-3 PO   | 0-1      | Thomas Zander (GER)             | 0        |          |
| 2            | Jean-Pierre Wafflard (BEL)      | 0-3 PO   | 0-3      | Park Myung-Suk (KOR)            | 1        |          |
| 0            | Péter Farkas (HUN)              | 3-0 PO   | 2-0      | Mohyeldin Ramadan Hussein (EGY) | 2        |          |
| 1            | Goran Kasum (IOP)               | 3-0 PO   | 3-0      | Leonidas Pappas (GRE)           | 2        |          |
| 0            | Dan Henderson (USA)             | 3-1 PP   | 7-2      | Martial Mischler (FRA)          | 1        |          |
| Omgång 3     |                                 |          |          |                                 |          |          |
| 1            | Magnus Fredriksson (SWE)        | 3-1 PP   | 2-1      | Park Myung-Suk (KOR)            | 2        |          |
| 1            | Thomas Zander (GER)             | 0-3 PO   | 0-1      | Péter Farkas (HUN)              | 0        |          |
| 1            | Goran Kasum (IOP)               | 3-0 PO   | 2-0      | Dan Henderson (USA)             | 1        |          |
| 1            | Martial Mischler (FRA)          |          |          | Bye                             |          |          |
| Omgång 4     |                                 |          |          |                                 |          |          |
| 2            | Martial Mischler (FRA)          | 0-3 PO   | 0-2      | Magnus Fredriksson (SWE)        | 1        |          |
| 2            | Thomas Zander (GER)             | 0-0 D2   | 0-0      | Goran Kasum (IOP)               | 2        |          |
| 0            | Péter Farkas (HUN)              | 3-0 PO   | 2-0      | Dan Henderson (USA)             | 2        |          |
| Omgång 5     |                                 |          |          |                                 |          |          |
| 2            | Magnus Fredriksson (SWE)        | 0-3 PO   | 0-2      | Péter Farkas (HUN)              | 0        |          |
| Fjädeplatsen |                                 |          |          |                                 |          |          |
|              | Thomas Zander (GER)             | 3-0 PO   | 6-0      | Dan Henderson (USA)             |          |          |

| Brottare                        | L | ER | CP |
| ------------------------------- | - | -- | -- |
| Péter Farkas (HUN)              | 0 | -  | 15 |
| Magnus Fredriksson (SWE)        | 2 | 5  | 9  |
| Goran Kasum (IOP)               | 2 | 4  | 7  |
| Thomas Zander (GER)             | 2 | 4  | 6  |
| Dan Henderson (USA)             | 2 | 4  | 6  |
| Martial Mischler (FRA)          | 2 | 4  | 4  |
| Park Myung-Suk (KOR)            | 2 | 3  | 5  |
| Jean-Pierre Wafflard (BEL)      | 2 | 2  | 0  |
| Leonidas Pappas (GRE)           | 2 | 2  | 0  |
| Mohyeldin Ramadan Hussein (EGY) | 2 | 2  | 0  |

### Finalomgångarna
|                          | CP        | TP        |                          |           |
| 9:e plats                | 9:e plats | 9:e plats | 9:e plats                | 9:e plats |
| ------------------------ | --------- | --------- | ------------------------ | --------- |
| David Martinetti (SUI)   | 3-1 PP    | 7-2       | Dan Henderson (USA)      |           |
| 7:e plats                |           |           |                          |           |
| Pavel Frinta (TCH)       | 1-3 PP    | 1-3       | Thomas Zander (GER)      |           |
| 5:e plats                |           |           |                          |           |
| Timo Niemi (FIN)         | 3-1 PP    | 3-1       | Goran Kasum (IOP)        |           |
| Bronsmatch               |           |           |                          |           |
| Daulet Turlychanov (EUN) | 3-0 PO    | 2-0       | Magnus Fredriksson (SWE) |           |
| Final                    |           |           |                          |           |
| Piotr Stępień (POL)      | 1-3 PP    | 1-6       | Péter Farkas (HUN)       |           |